# Waves 5-7
Waves 5-7 is een compositie van Peter Adriaansz. Het is het 37e werk dat Adriaansz opleverde. Waves 5-7 maakt deel uit van in totaal dertien Waves, die verdeeld zijn over 4 composities: Waves 1-4 is/zijn alleen voor piano, Waves 5-7 voor ensemble, Waves 8-10 voor ensemble (maar is in 2012 nog niet voltooid) en Waves 11-13 eveneens voor ensemble. De diverse Waves kunnen ook los van elkaar uitgevoerd worden. Waves 5-7 is/zijn in 2007 geschreven voor Ensemble Klang, dat ook de opdracht gaf voor het werk en het ook als eerste uitvoerde (15 februari 2008).
Voorwoord van de componist: "The mystery of sound is mysticism; the harmony of life is religion. The knowledge of vibrations is metaphysics, and the analysis of atmons science; and their harmoniuous grouping is art". Het is een zinsnede uit The Mysticism of Sound van Hazrat Inayat Khan (1923).

## Muziek
De componist omschreef Waves 5-7 als volgt. Het is een werk voor versterkt muziekensemble. Basis van het werk is een E-bow-piano. Daarboven/onder vindt er “strijd” plaats tussen opwekkende muziekinstrumenten (de piano en de E-bow-gitaar) en reagerende muziekinstrumenten (percussie en blaasinstrumenten). De E-bowpiano en gitaar kunnen hun tonen “eeuwig” laten horen, de klank van de andere instrumenten is “tijdelijk”. De laatsten worden dan ook gebruikt om de tonen voortgebracht door piano en gitaar in te bedden is wisselende toonkleuringen een sferen. Daarbij wordt ook gebruikgemaakt van microtonen waardoor het klankbeeld verschuift van uitermate “zuiver” tot wat populair omschreven wordt als vals. De tonen liggen qua interval dan zo dicht tegen elkaar aan, dat het gehoor geen onderscheid meer kan maken.
Het werk kent als zodanig geen tempo, het is een golvende (wave) voortgaande beweging, die echter nergens naartoe gaat. Er is geen muzikale oplossing. Net als tempo ontbreekt ook ritme, maat en melodie. Het enige dat wijzigt is de centrale toonhoogte binnen de drie delen. De basis verschuift langzaam van Bes naar B, C en uiteindelijk D. Waves 7 is een inschakeling van inzettende muziekinstrumenten bij de lange tonen, zonder dat die inzetten ergens toe leiden.
Het muziekstuk zonder ritme, maat, tempo en melodie lijkt zich de ontwikkelen in een zeer laag tempo. Binnen de muziekwereld waren al andere composities of werken opgeleverd met eenzelfde beeld. Henk van Lijnschooten schreef voor harmonieorkest Acht adagios, een zeer traag werk om de ademondersteuning en intonatie van de blazers te ontwikkelen. Binnen de popmuziek bracht Tangerine Dream het muziekalbum Zeit uit, een oefening/studie voor de zich steeds ontwikkelende synthesizers van die tijd (begin jaren 70). Ook een vergelijking met de muziek van Morton Feldman werd gemaakt.

### Delen
- Waves 5 (circa 8 minuten) (belangrijkste basis de kwint)
- Waves 6 (circa 8 minuten) (belangrijkste basis de microtonen)
- Waves 7 (circa 11 minuten) (belangrijkste basis: de terts)

### Instrumentatie
- 2 saxofoons, 1 trombone, elektrische gitaar, piano en percussie.

## Discografie
- Uitgave Ensemble Klank eigen beheer